# 日本消防協会
公益財団法人日本消防協会（にっぽんしょうぼうきょうかい）は、東京都港区虎ノ門に本部を置く公益財団法人。消防団員、消防職員および地域において自主的に消防防災活動を行う者の福祉厚生、消防施設設備等の改善充実、消防知識技能の向上、消防防災思想の普及徹底等により、消防活動の強化、地域防災の向上等を図り、もって国民生活の安全、社会公共の福祉の増進に寄与することを目的とする。

## 概要
- 所在：東京都港区虎ノ門2-9-16
- 会長：秋本敏文（第11代）

## 沿革
- 1903年（明治36年）5月、内務省警保局内に「大日本消防協会」設立。初代会頭は高嶋鞆之助男爵
- 1927年（昭和2年）7月、「財団法人・大日本消防協会」に組織変更　会長に鈴木喜三郎内務大臣
- 1939年（昭和14年）3月30日、「財団法人・大日本警防協会」に改称
- 1948年（昭和23年）1月20日、「財団法人日本消防協会」設立　初代会長に高橋龍太郎（衆議院議員、日本商工会議所会頭）就任
- 1948年（昭和23年）10月25日、月刊誌「日本消防」第1巻第1号創刊
- 1949年（昭和24年）1月26日、東京都港区芝西久保明船町18番地に「日本消防会館」建設
- 1952年（昭和27年）3月29日、第2代会長に岡本愛祐（衆議院議員）就任
- 1952年（昭和27年）5月9日、旧国技館において第1回全国消防大会開催
- 1956年（昭和31年）3月29日、第3代会長に大野伴睦（衆議院議員）就任
- 1959年（昭和34年）2月12日、東京都港区虎ノ門「日本消防会館」を建設（鉄筋コンクリート地上5階地下1階建）
- 1964年（昭和39年）11月24日、第4代会長に青木正（衆議院議員）就任
- 1966年（昭和41年）10月27日、第5代会長に川島正次郎（衆議院議員）就任
- 1968年（昭和43年）3月7日、日本武道館において「自治体消防制度20周年記念式典」開催
- 1968年（昭和43年）10月15日、東京世田谷オリンピック公園において「第1回全国消防操法大会」開催
- 1969年（昭和44年）7月1日、「消防団員福祉共済制度」発足
- 1971年（昭和46年）2月19日、第6代会長に赤城宗徳（衆議院議員）就任
- 1973年（昭和48年）11月22日、日本武道館において「自治体消防25周年記念全国消防大会」開催
- 1978年（昭和53年）3月7日、日本武道館において「自治体消防制度30周年記念式典」開催（消防庁主催）
- 1978年（昭和53年）5月30日、第7代会長に笹川良一（日本船舶振興会会長）就任
- 1980年（昭和55年）11月27日、後楽園球場において「消防百年記念消防団全国大会」開催
- 1981年（昭和56年）11月26日、東京都港区虎ノ門に日本消防会館（鉄骨鉄筋コンクリート地上9階地下3階建）竣工
- 1982年（昭和57年）9月22日、ニッショーホールにおいて「第1回全国消防殉職者慰霊祭」開催
- 1983年（昭和58年）11月22日、日本武道館において「自治体消防35周年記念大会」開催、科学技術館において「未来の消防博」開催
- 1985年（昭和60年）4月26日、「日中消防協会友好関係結成協定調印式」
- 1985年（昭和60年）10月22日、日本消防協会中央消防訓練場において「第1回全国婦人消防操法大会」開催
- 1988年（昭和63年）3月9日、日本武道館において「自治体消防制度40周年記念式典」開催（消防庁主催）
- 1993年（平成5年）11月18日、東京ドームにおいて「自治体消防45周年記念大会」開催
- 1993年（平成5年）11月28日～30日、東京会場・大阪会場において「消防未来博’93」開催
- 1994年（平成6年）9月11日、沼津市において「第1回全国女性消防団員活性化大会」開催
- 1995年（平成7年）8月2日、第8代会長に德田正明就任
- 1998年（平成10年）3月7日、日本武道館において「自治体消防制度50周年記念式典」開催（消防庁主催）
- 2003年（平成15年）11月20日、東京ドームにおいて「自治体消防55周年記念大会」開催
- 2005年（平成17年）5月19日、消防応援団の結成
- 2006年（平成18年）5月30日、第9代会長に片山虎之助（参議院議員）就任
- 2006年（平成18年）10月19日、兵庫県広域防災センターにおいて「第20回全国消防操法大会」開催（東京都下以外での初の開催）
- 2008年（平成20年）3月7日、日本武道館において「自治体消防制度60周年記念式典」開催（消防庁主催）
- 2008年（平成20年）5月14日・15日、東京・都市センターにおいて初の「消防団国際会議」開催
- 2008年（平成20年）10月11日・12日、東京ビッグサイトにおいて「地域総合防災力展」及び「第21回全国消防操法大会」開催
- 2009年（平成21年）7月19日～26日、第17回ヨーロッパ青少年消防オリンピックに初出場（チェコ）
- 2009年（平成21年）11月11日、韓国消防安全協会と友好協定を締結、日中韓消防安全協会協議会を開催
- 2010年（平成22年）5月30日、第10代会長に高木繁光（北海道消防協会会長）就任
- 2011年（平成23年）3月・5月、東日本大震災に伴う被災地の義援金及び殉職消防団員特別見舞金の募集
- 2011年（平成23年）7月30日・31日、ニッショーホールにおいて「東日本大震災全国消防団報告研修会」開催
- 2011年（平成23年）11月29日、ニッショーホールにおいて天皇・皇后臨席の下「東日本大震災消防殉職者等全国慰霊祭」開催
- 2012年（平成24年）5月30日、第11代会長に秋本敏文就任
- 2013年（平成25年）4月1日、「消防団員等福祉共済」外2共済「保険業法」に基づく特定保険業として総務大臣認可
- 2013年（平成25年）11月25日、東京ドームにおいて「消防団120年・自治体消防65周年記念大会」開催
- 2014年（平成26年）4月1日、「公益財団法人日本消防協会」発足
- 2014年（平成26年）8月29日、東京国際フォーラムにおいて「消防団を中核とした地域防災力充実強化大会」開催
- 2014年（平成26年）9月29日、都市センターホテルにおいて世界初の「女性消防団国際会議」開催
- 2016年（平成28年）7月31日～8月13日、ODAを活用したケニア共和国消防技術援助を初めて実施
- 2017年（平成29年）9月30日、秋田県向浜運動広場において初の地方開催となる「第23回全国女性消防操法大会」開催
- 2018年（平成30年）3月6日、ニッショーホールにおいて自治体消防制度70周年記念シンポジウム「日本消防会議」開催
- 2018年（平成30年）3月7日、国技館において「自治体消防制度70周年記念式典」開催（消防庁主催）
- 2020年（令和2年）11月1日、日本消防会館の建替えに伴いヤクルト本社ビル（東京都港区東新橋）に仮移転
- 2024年8月、東京都港区虎ノ門に三代目日本消防会館竣工

## 歴代会長
1. 高橋龍太郎
2. 岡本愛祐
3. 大野伴睦
4. 青木正
5. 川島正次郎
6. 赤城宗徳
7. 笹川良一
8. 徳田正明
9. 片山虎之助
10. 高木繁光
11. 秋本敏文

## 事業
- 全国消防操法大会の開催
- 全国女性消防団員活性化大会の開催
- 消防団活動車、消防団防災学習・災害活動車両の交付
- 優良消防団、消防団員、消防職員の表彰
- 消防団員に対する特別研修
- 全国消防殉職者慰霊祭の開催
- 国際消防交流事業（消防車両の開発途上国への無償援助）
- 消防団員等福祉共済事業、婦人消防隊員等福祉共済事業、防火防災訓練災害補償等共済事業
- 消防個人年金事業
- 日本消防会館の管理運営
- ニッショーホールの運営 など

## 日本消防協会表彰
- 特別表彰まといを授与する表彰
- 表彰旗を授与する表彰
- 竿頭綬を授与する表彰
- 特別栄誉章を授与する表彰
- 栄誉章を授与する表彰
- 特別功労章を授与する表彰
- 功労章を授与する表彰
- 功績章を授与する表彰
- 精績章を授与する表彰
- 勤続章を授与する表彰
- 表彰状を授与する表彰